# Сражение при Мезотене
Битва при Межотне — одно из сражений периода Отечественной войны 1812 года, которое проходило на территории Прибалтийских губерний Российской империи в районе городка Мезоттен; в нём военные подразделения российской армии сражались против прусских войск, участвовавших в войне на стороне Наполеона I.

## Предыстория военной операции

### Расстановка и соотношение сил
В первые дни сентября 1812 года военный контингент французского императора Наполеона Первого был сосредоточен на территории поместья Руйенталь (современное название Рундале), которое функционировало в качестве летней резиденции последнего фаворита Екатерины II Платона Александровича Зубова. Осадный артиллерийский парк, состоявший из 130 орудий, был полностью размещён в захваченном Руйентале, который подвергся жестокому разорению. В это время армейский контингент российского генерала Фаддея Фёдоровича Штейнгеля, состоявший из 8 пехотных и 2 кавалерийских полков, по приказу Александра I был расквартирован в Риге и приведён в состояние повышенной боевой готовности, поскольку наполеоновская армия планировала длительную блокаду лифляндской столицы.
Перед армией Штейнгеля, которая 10 сентября после стремительного марша прибыла в Ригу из Ревеля, была поставлена задача атаковать позиции наполеоновского артиллерийского полка совместно с военными подразделениями командующего рижским гарнизоном генерала Фёдора Фёдоровича Левиза. Необходимо было осуществить полный захват артиллерийского парка французов, чтобы ликвидировать опасность долговременной и нежелательной осады города. При этом армия наполеоновского военачальника генерала Иоганна Йорка, дислоцированная под укреплённой и стратегически важной Митавой (своеобразными «ключами от Риги») насчитывала 17 тысяч человек против 17 000 солдат, размещённых в Риге с учётом прибывших из Ревеля сил генерала Штейнгеля. Генерал Йорк обязан был подчиняться командующему 10 корпуса французской армии маршалу Этьену Жаку Макдональду, однако в реальности Йорк мог действовать вполне самостоятельно, в Курляндии он пользовался полной свободой действия не без ведома верховного командования наполеоновской армии.

## Начало операции

### Успешное наступление генерала Штейнгеля
Вскоре российский генерал Штейнегль разошёлся во взглядах с генерал-губернатором Риги Магнусом Густавом Эссеном, который предполагал резким внезапным ударом выбить неприятельские войска из Митавы, к которой против воли Штейнгеля отправил корпус полковника Розена. Сам Штейнгель, не забывавший о цели отвоевать оккупированный Руйенталь, решил предпринять наступление через Экау по направлению к Бовску, для чего снарядил армию, состоявшую из 18 000 пехотинцев, 23 артиллерийских орудий и 1300 кавалеристов. В результате стремительного наступления войскам Штейнгеля 26 сентября удалось обратить в бегство расстроившийся корпус генерала Горна, в результате чего генерал Йорк после длительных раздумий решил сдать Митаву и организованно отступить в сторону Бауски. Войска Йорка при Экау сперва пытались оказать упорное сопротивление, что обещало долгое противостояние, но подоспевшее подкрепление русской армии обошло армию Йорка с флангов, так что отступление прусского генерала оказалось наиболее удачным и безболезненным стратегическим решением.

### Взятие Митавы русской армией
После входа войск полковника Розена в Митаву в городе был обнаружен большой оружейный ресурс, который был отправлен в Ригу. Сам Эссен в сопровождении курляндского гражданского губернатора Сиверса через день вступил в освобождённую Митаву. Тем временем отступившая армия генерала Йорка 28 сентября заняла новые позиции у Руйенталя, начав готовиться к генеральному сражению за стратегическое доминирование в Курляндской губернии. Проблема также заключалась в неблагоприятной для отступавшей армии характеристике местности: с передней стороны протекала небольшая речка Ислица, а сзади примыкал парковый комплекс при Руйентальском поместье Зубова, который существенно препятствовал маневрированию военных подразделений Иоганна Йорка. С обеих сторон к месту будущих боевых действий примыкали густые леса.

### Военный совет в Руйентале, наращивание сил в прусской армии
По итогам продолжительного военного совещания в замке Руйенталь офицеры прусской оккупационной армии, которая оказалась почти заблокированной, хотя у неё была возможность продолжать организованное отступление в сторону основного корпуса маршала Этьена Жака Макдональда, приняли решение защищать передвижной артиллерийский парк. Большинство участников совета, представителей военного командования высказались категорически против того, чтобы оставить бесценное вооружение на произвол судьбы. В это время Магнус Эссен затребовал у генерала Штейнгеля несколько полков для отправки в Митаву, а сами солдаты Штейнгеля, стягивавшиеся к Руйенталю, потеряли выигранный ранее темп. Слишком обременительным для них оказался непрерывный многокилометровый марш из Ревеля в Ригу, так что военные элементарно устали, не получив необходимой передышки. К войску же генерала Йорка успели присоединиться ударные части генерала Клейста и три польских батальона, что повлияло на его боеспособность.

### Сражение при Грефентале, отступление Бельгарда
Наконец, Штейнгель, задавшись целью блокировать левый фланг неприятельской армии, отправил военное соединение генерала Бельгарда, которое состояло из полка пехотинцев и двух артиллерийских установок. Перед подразделением стояла задача перейти вброд реку Лиелупе и внезапно атаковать противника передовыми ударными силами. Но при местечке Грефенталь авангардные подразделения Бельгарда вступили в противостояние с подоспевшим на помощь прусским отрядом генерала Клейста. Сражение продолжалось около пяти часов, противники выказали невероятное упорство и силу воли; прусские солдаты не желали отступать перед неослабевавшим натиском войска Бельгарда, а последнее не находило весомых средств для принуждения отряда Клейста к отступлению. Клейст отдал приказ захватить несколько каменных жилых домов, что создало Бельгарду особые сложности и помешало ему одержать быструю и решительную победу. В итоге поздним вечером к Клейсту подошло подкрепление, посланное Йорком, и Бельгард, оказавшись прижатым к берегу реки Гарозы и не имея возможностей продолжать борьбу за этот важный форпост, вынужден был скомандовать поспешное отступление.

### Бой при Мезоттене, отход армии Штейнгеля, потеря Митавы
В этот стратегически выгодный момент опытный генерал Йорк отдал приказ атаковать расстроенные и деморализованные силы генерала Штейнгеля. Сражение произошло вблизи небольшого увеселительного заведения под названием Казачья корчма; она находилась немного севернее курляндского поместья баронессы Шарлотты Карловны Ливен в Мезоттене (современный Межотне). В результате стремительного нападения прусских солдат авангард русской армии был смещён со своих первоначальных позиций. Далее бой завязался у Медвежьей корчмы; в ходе него российские армейские части ощутили количественное и тактическое превосходство прусского войска, что заставило армию Штейнгеля организовать своевременное отступление в сторону Митавы. Главные силы русской армии в Курляндии должно было прикрывать военное подразделение генерал-майора Фока, прибывшее на поле сражения и с новыми силами вступившее в бой с прусским авангардом. Эссен, ставший в условиях военного времени фактическим управляющим Митавы, решил не дожидаться отступавшей армии Штейнгеля, а счёл за благо покинуть город, бросив его на произвол судьбы. Таким образом, Митава просто оказалась перехваченной наполеоновскими войсками. Администрация русской армии сохраняла власть над Митавой только два дня. В ходе военной операции при Грефентале и Мезоттене русская армия потеряла 2500 человек убитыми и ранеными; в свою очередь, прусский армейский контингент потерял около 1000 человек.

## Дальнейшее развитие событий
Несмотря на сравнительно неудачный для русской армии исход сражения при Мезоттене дальнейшие события изменили расклад сил в противостоянии Отечественной войны на Прибалтийском направлении. После того, как армия Макдональда была остановлена при Мазъюмправе, командующий французскими войсками в Курляндии отдал приказ направить в помощь Иоганну Йорку военный контингент генерала Башелю, удерживавший плацдарм при Динабурге (Даугавпилсе), который не смог справиться с ответственностью и надолго увяз в Курляндии. 6 октября 1812 года корпус российского военачальника Петра Христиановича Витгенштейна выбил армию захватчиков из Полоцка, а военные соединения генерала Штейнгеля были призваны на помощь развивавшей успех армии Витгенштейна из Курляндии.